# Tsuchiura
Tsuchiura (japanska: 土浦市  ?, Tsuchiura-shi) är en stad i Ibaraki prefektur i Japan. Staden fick stadsrättigheter 1940.